# IF Elfsborg
Maillots
Actualités
Dernière mise à jour : 14 juillet 2024.
L'IF Elfsborg est un club de football suédois, fondé en 1904 et basé à Borås.
Avec six titres de champion national et trois Coupes nationales, le club est l'un des plus titrés de son pays. Le dernier trophée du club remonte à 2014 lorsqu'ils avaient remporté la coupe nationale. Le club a passé la majeure partie de son histoire en Allsvenskan la première division nationale.
Depuis 2005, le club évolue à la Borås Arena. Ses couleurs sont le jaune et le noir.

## Histoire

### Genèse
Le Borås Fotbollslag est fondé le 26 juin 1904 par un groupe de jeunes de la ville. En 1906, il devient l'IF Elfsborg : ce changement a été motivé par le fait que "Borås" était spécifié dans le nom d'un trop grand nombre de clubs.

### Premiers succès
Elfsborg fait ses débuts en première division du championnat de Suède, Allsvenskan en suédois, au cours de la saison 1926-1927. À la fin des années 1930, avec en attaque le grand Sven Jonasson (international A, 42 sélections pour 20 buts - meilleur buteur du championnat en 1934 et 1936), le club remportera ses trois premiers titres nationaux, en 1936, 1939 et 1940.

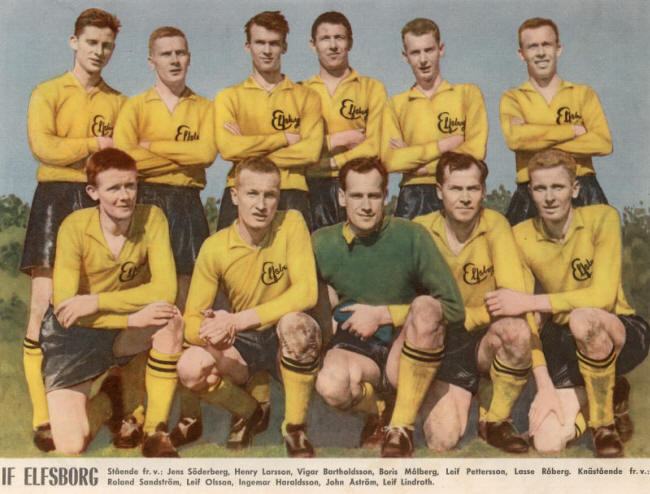
L'équipe de l'IF Elfsborg championne en 1961

Promus à l’issue de la saison 1960, les joueurs de Borås remportent dans la foulée leur quatrième titre d'Allsvenska. C’est la première fois que cela se produit en Suède. Ce titre restera sans suite, puisque le meilleur classement d’Elfsborg (deuxième) par la suite n’interviendra que 16 ans plus tard, avec Thomas Ahlström.
En 1984, le club culbute en 2e division mais remontera en 1986, avant de redescendre en 1987. Les « Jaune et Noir » ne retrouveront l'Allsvenskan qu’en 1997 avec dans ses rangs des joueurs comme Anders Svensson, Tobias Linderoth ou Fredrik Berglund, entraîné par l’ex-international Anders Linderoth. En 2000, Svensson s’impose définitivement comme meneur et Berglund comme buteur. Tous deux aideront le club à remporter la coupe de Suède en 2001 contre l’AIK Solna. Mais en raison d'une erreur administrative (non-inscription d'un joueur pour un match), Elfsborg se voit retirer des points, ce qui le prive d'une participation à la coupe de l'UEFA.

### Période couronnée de succès et nouveau stade
Les départs de Svensson, Berglund et quelques autres pénaliseront le club dans la lutte pour le titre au début des années 2000, mais n’empêcheront pas l’équipe de Borås de s’adjuger une nouvelle fois la coupe en 2003. Deux ans plus tard, Elfsborg fait parler de lui sur le marché des transferts en faisant revenir au pays l’international Anders Svensson, puis en engageant l’attaquant Mathias Svensson (3 sélections A) qui avait déjà évolué à Borås en 1996, mais jamais en Allsvenskan avec les « Jaune et Noir », puisqu’il s’était engagé avec le club anglais de Norwich FC à l’issue de la saison 1996. Dans cette même équipe on trouvait aussi Samuel Holmén, régulièrement repris chez les espoirs durant cette période avant de porter à 32 reprises le maillot de la sélection suédoise.
La saison n’est toutefois pas aussi bonne que prévu. Elfsborg termine septième, ce qui est mieux que la dixième place de l'exercice précédent, mais insuffisant par rapport aux ambitions du club. D’autant que le dernier match de la saison face à Djurgården, déjà champion, tourne à la déroute. Au Stockholms Stadion, Elfsborg s’incline sur le score de 8 à 1. Le club est alors en train de se doter d'une nouvelle enceinte - avec l’aide de la municipalité -, la Borås Arena qui remplacera l’ancien Ryavallen.

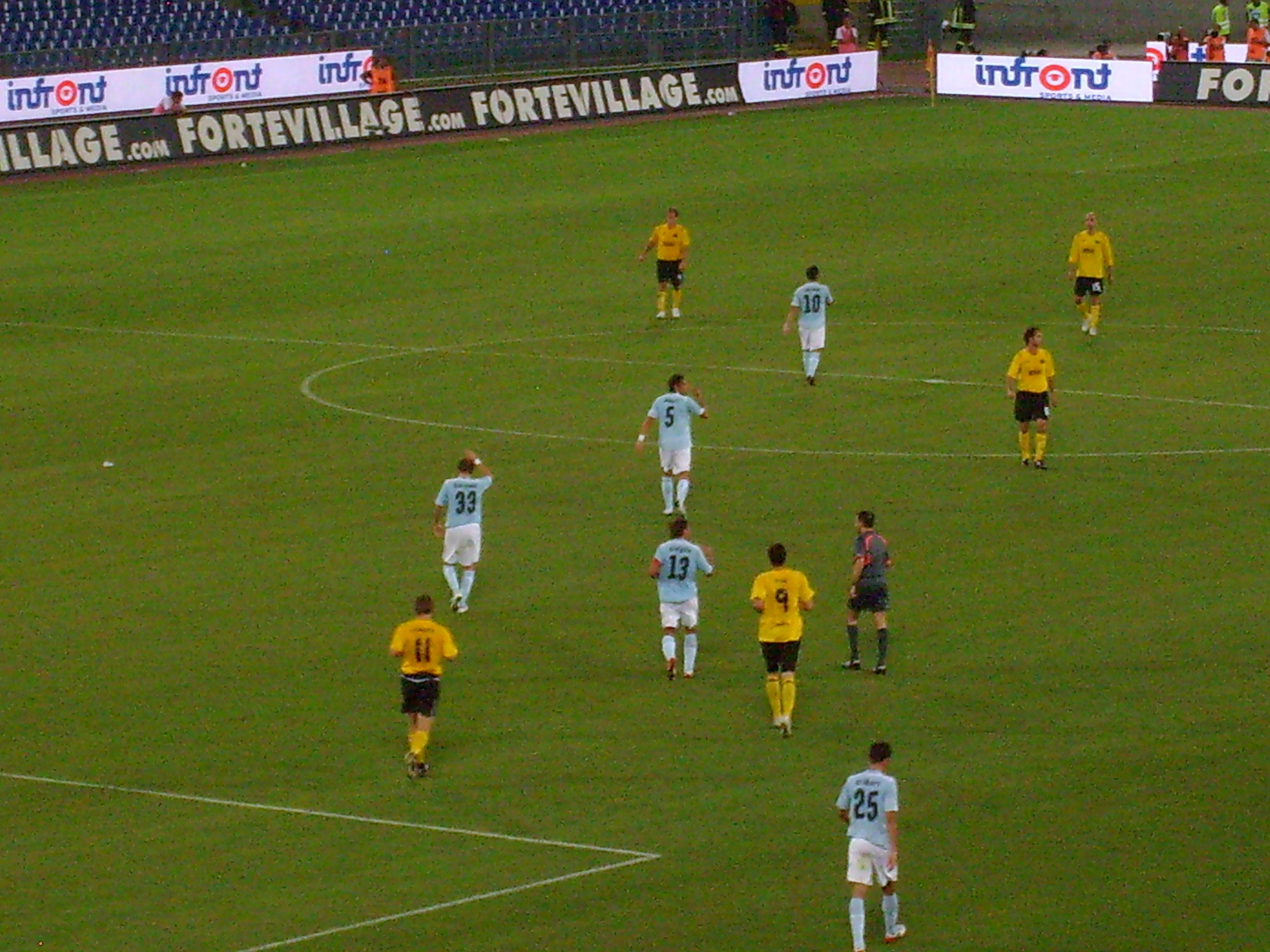
Lazio Rome 3 - 0 IF Elfsborg lors de la Ligue Europa 2009-2010

2006 voit les « Jaune et Noir » remporter leur cinquième titre lors de la dernière journée face à Djurgåden (1-0, but de Joakim Sjöhage), avec un point d’avance sur l’AIK. Elfsborg avait perdu son meilleur buteur (Hasse Berggren ayant rejoint le BK Häcken à l’intersaison), mais s’était renforcé en recrutant le milieu offensif Stefan Ishizaki au club norvégien de Vålerenga et le défenseur Andreas Augustsson, véritable patron, chez une autre formation norvégienne (Sandefjord). L’été vit aussi arriver Jon Jönsson du Malmö FF qui s’imposera dès son arrivée au poste de défenseur central. À la suite de ce titre, Elfsborg participe pour la première fois à la Ligue des champions, en rentrant au premier tour de qualification. Le club ne parvient cependant pas à se qualifier pour la phase de groupe, échouant en barrages contre le Valence CF. Il est repêché en Coupe UEFA et atteint les poules de la Coupe UEFA 2007-2008. L'IF Elfsborg remporte son sixième titre de champion de Suède en 2012.

## Personnalités du club

### Anciens joueurs
- Thomas Ahlström
- Daniel Alexandersson (en)
- Martin Andersson
- Andreas Augustsson
- Denni Avdić
- Emir Bajrami
- Fredrik Berglund
- Viktor Claesson
- David Elm
- Martin Ericsson
- Mathias Florén
- Karl-Erik Grahn
- Ove Grahn
- Daniel Gustavsson (en)
- Samuel Holmén
- Sebastian Holmén
- Sven Jonasson
- Jon Jönsson
- Johan Karlsson
- Johan Larsson
- Tobias Linderoth
- Teddy Lučić
- Adam Lundqvist
- Daniel Mobaeck
- Lasse Nilsson
- Daniel Nordmark
- Anders Svensson
- Mathias Svensson (en)
- Anders Wikström (en)
- Johan Wiland
- Mikkel Beckmann
- Helgi Daníelsson
- Amadou Jawo
- Arbër Zeneli
- Ante Čović
- Issam Jebali

## Bilan sportif

### Palmarès
- Championnat de Suède (6) :
  - Champion : 1936, 1939, 1940, 1961, 2006, 2012
  - Vice-champion : 1943, 1944, 1945, 1965, 1977, 2008, 2020, 2023
- Coupe de Suède (3) :
  - Vainqueur : 2001, 2003, 2014
  - Finaliste : 1942, 1981, 1997
- Supercoupe de Suède (1) :
  - Vainqueur : 2007
  - Vainqueur : 2014

### Bilan européen

#### Bilan
| Compétition              | P  | M   | V  | N  | D  | BP  | BC  | Diff. |
| ------------------------ | -- | --- | -- | -- | -- | --- | --- | ----- |
| Ligue des champions (C1) | 2  | 10  | 4  | 3  | 3  | 14  | 7   | +7    |
| Ligue Europa (C3)        | 16 | 84  | 35 | 17 | 32 | 120 | 110 | +10   |
| Ligue Conférence (C4)    | 2  | 8   | 4  | 1  | 3  | 19  | 14  | +5    |
| Coupe Intertoto          | 1  | 6   | 4  | 2  | 0  | 9   | 1   | +8    |
| Total                    | 21 | 108 | 47 | 23 | 38 | 162 | 132 | +30   |

#### Résultats
Légende
- Victoire ou qualification pour le tour suivant
- Match nul
- Défaite ou élimination de la compétition

Note : dans les résultats ci-dessous, le score du club est toujours donné en premier
| Saison    | Compétition             | Tour              | Club                   | Domicile | Extérieur | Total             |
| --------- | ----------------------- | ----------------- | ---------------------- | -------- | --------- | ----------------- |
| 1971-1972 | Coupe UEFA              | Premier tour      | Hertha Berlin          | 1 - 4    | 1 - 3     | 2 - 7             |
| 1978-1979 | Coupe UEFA              | Premier tour      | RC Strasbourg          | 2 - 0    | 1 - 4     | 3 - 4             |
| 1980-1981 | Coupe UEFA              | Premier tour      | Saint Mirren FC        | 1 - 2    | 0 - 0     | 1 - 2             |
| 1983-1984 | Coupe UEFA              | Premier tour      | Widzew Łódź            | 2 - 2    | 0 - 0     | 2 - 2E            |
| 2001-2002 | Coupe UEFA              | Tour préliminaire | Narva Trans            | 5 - 0    | 0 - 3     | 5 - 3             |
| 2001-2002 | Coupe UEFA              | Premier tour      | Legia Varsovie         | 1 - 6    | 1 - 4     | 2 - 10            |
| 2004-2005 | Coupe UEFA              | Deuxième tour Q   | Glentoran FC           | 2 - 1    | 1 - 0     | 3 - 1             |
| 2004-2005 | Coupe UEFA              | Premier tour      | Dinamo Zagreb          | 0 - 0    | 0 - 2     | 0 - 2             |
| 2007-2008 | Ligue des champions     | Premier tour Q    | Linfield FC            | 1 - 0    | 0 - 0     | 1 - 0             |
| 2007-2008 | Ligue des champions     | Deuxième tour Q   | Debrecen VSC           | 0 - 0    | 1 - 0     | 1 - 0             |
| 2007-2008 | Ligue des champions     | Troisième tour Q  | Valence CF             | 1 - 2    | 0 - 3     | 1 - 5             |
| 2007-2008 | Coupe UEFA              | Groupe G          | FK Mladá Boleslav      | 1 - 3    | N/A       | Cinquième         |
| 2007-2008 | Coupe UEFA              | Groupe G          | Villarreal CF          | N/A      | 0 - 2     | Cinquième         |
| 2007-2008 | Coupe UEFA              | Groupe G          | AEK Athènes            | 1 - 1    | N/A       | Cinquième         |
| 2007-2008 | Coupe UEFA              | Groupe G          | ACF Fiorentina         | N/A      | 1 - 6     | Cinquième         |
| 2008      | Coupe Intertoto         | Premier tour      | HB Tórshavn            | 0 - 0    | 4 - 1     | 4 - 1             |
| 2008      | Coupe Intertoto         | Deuxième tour     | Hibernian FC           | 2 - 0    | 2 - 0     | 4 - 0             |
| 2008      | Coupe Intertoto         | Troisième tour    | FK Riga                | 1 - 0    | 0 - 0     | 1 - 0             |
| 2008-2009 | Coupe UEFA              | Deuxième tour Q   | St. Patrick's Athletic | 2 - 2    | 1 - 2     | 3 - 4             |
| 2009-2010 | Ligue Europa            | Deuxième tour Q   | Szombathelyi Haladás   | 3 - 0    | 0 - 0     | 3 - 0             |
| 2009-2010 | Ligue Europa            | Troisième tour Q  | SC Braga               | 2 - 0    | 2 - 1     | 4 - 1             |
| 2009-2010 | Ligue Europa            | Barrages Q        | Lazio Rome             | 1 - 0    | 0 - 3     | 1 - 3             |
| 2010-2011 | Ligue Europa            | Deuxième tour Q   | Iskra-Stal Rîbnița     | 2 - 1    | 1 - 0     | 3 - 1             |
| 2010-2011 | Ligue Europa            | Troisième tour Q  | Teteks Tetovo          | 5 - 0    | 2 - 1     | 7 - 1             |
| 2010-2011 | Ligue Europa            | Barrages Q        | SSC Naples             | 0 - 2    | 0 - 1     | 0 - 3             |
| 2011-2012 | Ligue Europa            | Premier tour Q    | CS Fola Esch           | 4 - 0    | 1 - 1     | 5 - 1             |
| 2011-2012 | Ligue Europa            | Deuxième tour Q   | Sūduva Marijampolė     | 3 - 0    | 1 - 1     | 4 - 1             |
| 2011-2012 | Ligue Europa            | Troisième tour Q  | Aalesunds FK           | 1 - 1    | 0 - 4     | 1 - 5             |
| 2012-2013 | Ligue Europa            | Premier tour Q    | Floriana FC            | 8 - 0    | 4 - 0     | 12 - 0            |
| 2012-2013 | Ligue Europa            | Deuxième tour Q   | Dacia Chișinău         | 2 - 0    | 0 - 1     | 2 - 1             |
| 2012-2013 | Ligue Europa            | Troisième tour Q  | AC Horsens             | 2 - 3    | 1 - 1     | 3 - 4             |
| 2013-2014 | Ligue des champions     | Deuxième tour Q   | Daugava Daugavpils     | 7 - 1    | 4 - 0     | 11 - 1            |
| 2013-2014 | Ligue des champions     | Troisième tour Q  | Celtic FC              | 0 - 0    | 0 - 1     | 0 - 1             |
| 2013-2014 | Ligue Europa            | Barrages Q        | FC Nordsjælland        | 1 - 1    | 1 - 0     | 2 - 1             |
| 2013-2014 | Ligue Europa            | Groupe C          | Red Bull Salzbourg     | 0 - 1    | 0 - 4     | Troisième         |
| 2013-2014 | Ligue Europa            | Groupe C          | Esbjerg fB             | 1 - 2    | 0 - 1     | Troisième         |
| 2013-2014 | Ligue Europa            | Groupe C          | Standard de Liège      | 1 - 1    | 3 - 1     | Troisième         |
| 2014-2015 | Ligue Europa            | Deuxième tour Q   | Inter Bakou            | 0 - 1    | 1 - 0 ap  | 1 - 1 (4 - 3 tab) |
| 2014-2015 | Ligue Europa            | Troisième tour Q  | FH Hafnarfjörður       | 4 - 1    | 1 - 2     | 5 - 3             |
| 2014-2015 | Ligue Europa            | Barrages Q        | Rio Ave FC             | 2 - 1    | 0 - 1     | 2 - 2E            |
| 2015-2016 | Ligue Europa            | Premier tour Q    | FC Lahti               | 5 - 0    | 2 - 2     | 7 - 2             |
| 2015-2016 | Ligue Europa            | Deuxième tour Q   | Randers FC             | 1 - 0 ap | 0 - 0     | 2 - 1             |
| 2015-2016 | Ligue Europa            | Troisième tour Q  | Odds BK                | 2 - 1    | 0 - 2     | 2 - 3             |
| 2021-2022 | Ligue Europa Conférence | Deuxième tour Q   | Milsami Orhei          | 4 - 0    | 5 - 0     | 9 - 0             |
| 2021-2022 | Ligue Europa Conférence | Troisième tour Q  | Velež Mostar           | 1 - 1    | 4 - 1     | 5 - 3             |
| 2021-2022 | Ligue Europa Conférence | Barrages Q        | Feyenoord Rotterdam    | 3 - 1    | 0 - 5     | 3 - 6             |
| 2022-2023 | Ligue Europa Conférence | Deuxième tour Q   | Molde FK               | 1 - 2    | 1 - 4     | 2 - 6             |
| 2024-2025 | Ligue Europa            | Premier tour Q    | Paphos FC              | 3 - 0    | 5 - 2     | 8 - 2             |
| 2024-2025 | Ligue Europa            | Deuxième tour Q   | Sheriff Tiraspol       | 2 - 0    | 1 - 0     | 3 - 0             |
| 2024-2025 | Ligue Europa            | Troisième tour Q  | HNK Rijeka             | 2 - 0    | 1 - 1     | 3 - 1             |
| 2024-2025 | Ligue Europa            | Barrages Q        | Molde FK               | 0 - 1 ap | 1 - 0     | 1 - 1 (4 - 2 tab) |
| 2024-2025 | Ligue Europa            | Phase de ligue    | AZ Alkmaar             | N/A      | 2 - 3     | 26e               |
| 2024-2025 | Ligue Europa            | Phase de ligue    | AS Rome                | 1 - 0    | N/A       | 26e               |
| 2024-2025 | Ligue Europa            | Phase de ligue    | Galatasaray SK         | N/A      | 3 - 4     | 26e               |
| 2024-2025 | Ligue Europa            | Phase de ligue    | SC Braga               | 1 - 1    | N/A       | 26e               |
| 2024-2025 | Ligue Europa            | Phase de ligue    | Athletic Bilbao        | N/A      | 0 - 3     | 26e               |
| 2024-2025 | Ligue Europa            | Phase de ligue    | Qarabağ FK             | 1 - 0    | N/A       | 26e               |
| 2024-2025 | Ligue Europa            | Phase de ligue    | OGC Nice               | 1 - 0    | N/A       | 26e               |
| 2024-2025 | Ligue Europa            | Phase de ligue    | Tottenham Hotspur      | N/A      | 0 - 3     | 26e               |

## Infrastructure

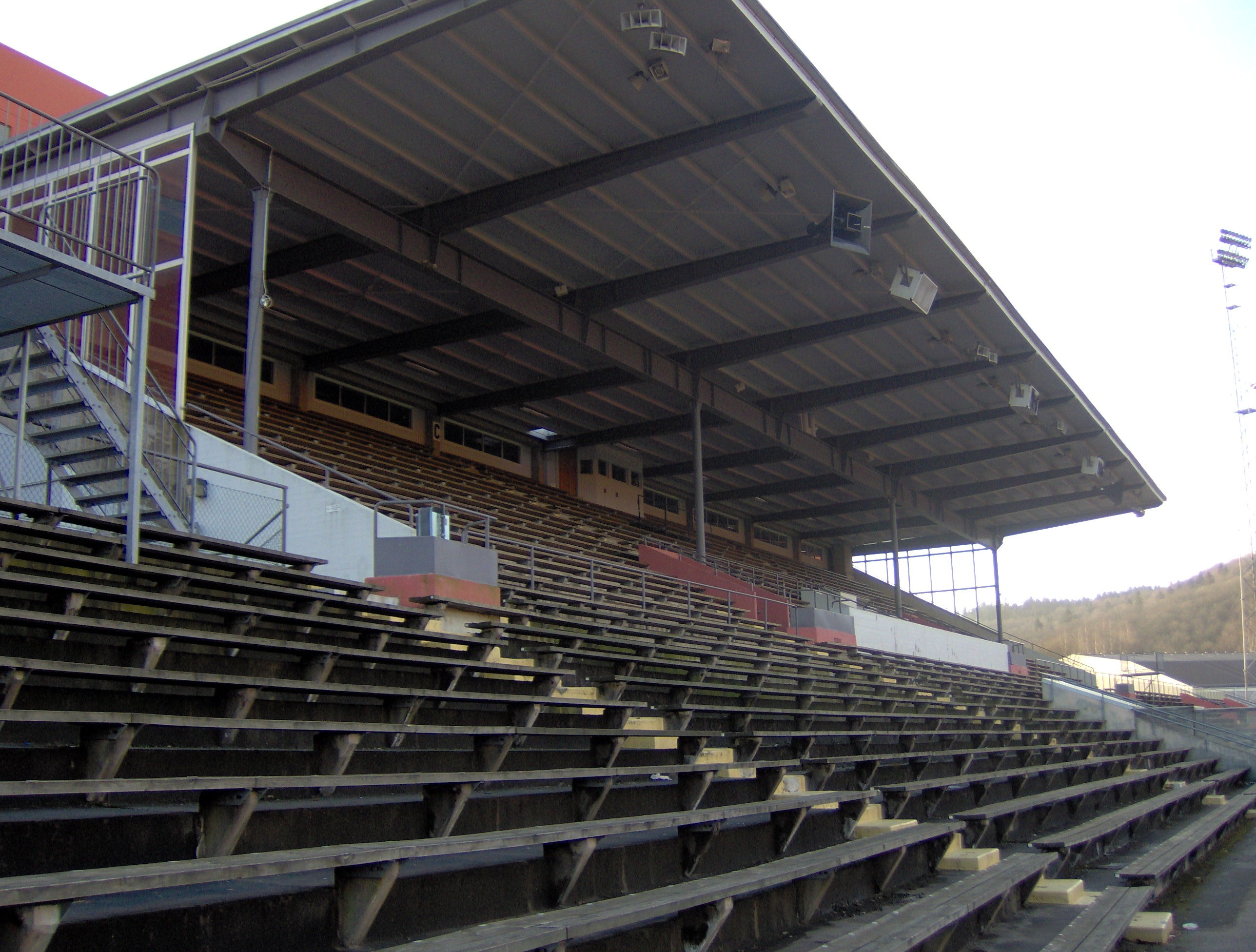
Ryavallen en 2008.

En 1941, le stade Ryavallen a été terminé et commence à accueillir des matchs de l'IF Elfsborg. Avant que des tribunes ne soient démolies, le stade pouvait accueillir jusqu'à 19 400 spectateurs. Le 25 octobre 2004, à l'occasion d'une confrontation contre l'Hammarby IF, le club y dispute le dernier match de l'histoire du Ryavallen, concluant une histoire de 63 ans entre Elfsborg et lui.

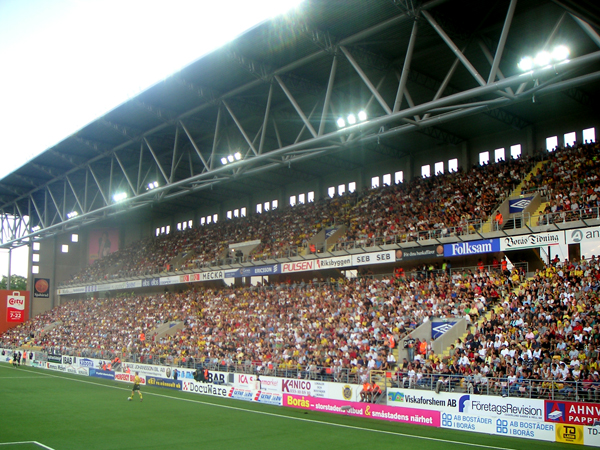
Borås Arena en 2007.

Depuis 2005, le club dispute ses matchs à domicile à la Borås Arena, qui peut accueillir 16 200 spectateurs. Le premier match dans ce nouveau stade a été une opposition contre l'Örgryte IS, en championnat (victoire 1-0 d'Elfsborg, grâce à un but de Daniel Mobaeck, premier joueur à marquer dans cette enceinte). Le record d'affluence dans la Borås Arena date du 4 juillet 2005, lors d'un match de championnat contre le Kalmar FF en Allsvenskan, avec 17 070 spectateurs.

## Image et identité

### Logo

Différents logo de l'IF Elfsborg
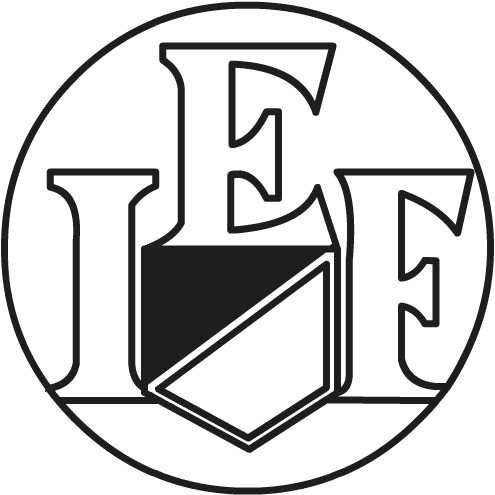
Logo utilisé dans les années 1970.
Logo actuel.